# Lonchoptera borealis
Lonchoptera borealis is een vliegensoort uit de familie van de Lonchopteridae. De wetenschappelijke naam van de soort is voor het eerst geldig gepubliceerd in 1934 door Curran.